# Mexikanische Formel-4-Meisterschaft 2018/19
Die mexikanische Formel-4-Meisterschaft 2018/19 (offiziell Fórmula 4 NACAM Championship 2018-19) war die vierte Saison der mexikanischen Formel-4-Meisterschaft.

## Teams und Fahrer
Alle Teams und Fahrer verwendeten das Chassis Mygale M14-F4. Als Motor kam der Ford 1,6-Liter-EcoBoost zum Einsatz. Die Reifen stammten von Pirelli.
| Team                 | Auto # | Fahrer                | Status | Rennwochenende | Quelle |
| -------------------- | ------ | --------------------- | ------ | -------------- | ------ |
| Ram Racing           | 02     | Manuel Sulaimán       |        | Alle           |        |
| Ram Racing           | 08     | Noel León             |        | 1              |        |
| Ram Racing           | 31     | Alex García           |        | Alle           |        |
| Scuderia Martiga EG  | 05     | Kory Enders           |        | 1              |        |
| Scuderia Martiga EG  | 06     | Chara Mansur          |        | Alle           |        |
| Scuderia Martiga EG  | 07     | Jak Crawford          |        | Alle           |        |
| Scuderia Martiga EG  | 22     | Nicolas Christodoulou |        | 3–7            |        |
| Easy-Shop.com Racing | 09     | Daniel Forcadell      |        | Alle           |        |
| Telcel RPL Racing    | 10     | Rodrigo Gutiérrez     |        | 2              |        |
| Telcel RPL Racing    | 10     | Pipo Villa            |        | 4–6            |        |
| Telcel RPL Racing    | 11     | Mariano Martínez      |        | 1              |        |
| Telcel RPL Racing    | 12     | Pablo Pérez de Lara   |        | Alle           |        |
| Telcel RPL Racing    | 20     | Emiliano Richards     |        | 3–7            |        |
| Telcel RPL Racing    | 58     | Emiliano Tagosam      |        | 5–7            |        |
| Telcel RPL Racing    | 77     | Mateo Llarena         |        | 1–6            |        |
| Telcel RPL Racing    | 99     | José Garfias          |        | 7              |        |
| Rand Team            | 10     | Eloy Lopez            |        | 7              |        |
| Prop Car Racing      | 13     | Íñigo León            |        | 1              |        |
| Prop Car Racing      | 70     | Gabriel Bacó          |        | 1              |        |
| FRF Racing           | 19     | Diego Ortíz           |        | 1              |        |
| FRF Racing           | 28     | Mariano del Castillo  |        | 2–7            |        |
| FRF Racing           | 29     | Luis Fernando Segura  |        | 7              |        |
| FRF Racing           | 77     | Ricardo Escoto        |        | 7              |        |
| JLBernal Racing      | 22     | Nicolas Christodoulou |        | 1–2            |        |
| FF&R IBC Group       | 18     | Álex Servín           |        | 2              |        |
| FF&R IBC Group       | 53     | Álex Servín           |        | 3–7            |        |
| José Sierra          | 0      | José Sierra           | G      | 2              |        |
| José Sierra          | 10     | José Sierra           | G      | 3              |        |

## Rennkalender
Neu im Rennkalender war nach einer einjährigen Abstinenz San Luis Potosí, raus flogen Progreso sowie Toluca. Das Eröffnungsrennen fand im Rahmenprogramm des Großen Preises von Mexiko statt.
| Nr.  | Datum       | Rennstrecke                                   | Sieger              | Zweiter                | Dritter                | Pole-Position         | Schnellste Rennrunde   |
| ---- | ----------- | --------------------------------------------- | ------------------- | ---------------------- | ---------------------- | --------------------- | ---------------------- |
| 2018 |             |                                               |                     |                        |                        |                       |                        |
| 01.  | 27. Oktober | Autódromo Hermanos Rodríguez (Mexiko-Stadt 1) | Manuel Sulaimán     | Pablo Pérez de Lara    | Noel León              | Kory Enders           | Kory Enders            |
| 02.  | 28. Oktober | Autódromo Hermanos Rodríguez (Mexiko-Stadt 1) | Kory Enders         | Manuel Sulaimán        | Jak Crawford           |                       | Kory Enders            |
| 2019 |             |                                               |                     |                        |                        |                       |                        |
| 03.  | 02. Februar | Autódromo Miguel E. Abed (Amozoc 1)           | Manuel Sulaimán     | Pablo Pérez de Lara    | Jak Crawford           | Manuel Sulaimán       | Jak Crawford           |
| 04.  | 03. Februar | Autódromo Miguel E. Abed (Amozoc 1)           | Jak Crawford        | Mariano del Castillo   | Pablo Pérez de Lara    |                       | Jak Crawford           |
| 05.  | 03. Februar | Autódromo Miguel E. Abed (Amozoc 1)           | Manuel Sulaimán     | Jak Crawford           | Alex García            | Manuel Sulaimán       | Jak Crawford           |
| 06.  | 16. März    | Autódromo San Luis 400 (San Luis Potosí)      | Manuel Sulaimán     | Jak Crawford           | Nicholas Christodoulou | Manuel Sulaimán       | Manuel Sulaimán        |
| 07.  | 17. März    | Autódromo San Luis 400 (San Luis Potosí)      | Jak Crawford        | Pablo Pérez de Lara    | Nicholas Christodoulou |                       | Jak Crawford           |
| 08.  | 17. März    | Autódromo San Luis 400 (San Luis Potosí)      | Pablo Pérez de Lara | Emiliano Richards      | Nicholas Christodoulou | Manuel Sulaimán       | Manuel Sulaimán        |
| 09.  | 13. April   | Autódromo de Monterrey (Apodaca)              | Manuel Sulaimán     | Nicholas Christodoulou | Emiliano Richards      | Manuel Sulaimán       | Manuel Sulaimán        |
| 10.  | 14. April   | Autódromo de Monterrey (Apodaca)              | Manuel Sulaimán     | Jak Crawford           | Emiliano Richards      |                       | Jak Crawford           |
| 11.  | 14. April   | Autódromo de Monterrey (Apodaca)              | Manuel Sulaimán     | Nicholas Christodoulou | Emiliano Richards      | Manuel Sulaimán       | Jak Crawford           |
| 12.  | 18. Mai     | Óvalo Aguascalientes México (Aguascalientes)  | Manuel Sulaimán     | Jak Crawford           | Pablo Pérez de Lara    | Manuel Sulaimán       | Manuel Sulaimán        |
| 13.  | 19. Mai     | Óvalo Aguascalientes México (Aguascalientes)  | Emiliano Richards   | Manuel Sulaimán        | Alex García            |                       | Emiliano Richards      |
| 14.  | 19. Mai     | Óvalo Aguascalientes México (Aguascalientes)  | Manuel Sulaimán     | Alex García            | Nicholas Christodoulou | Manuel Sulaimán       | Jak Crawford           |
| 15.  | 15. Juni    | Autódromo Miguel E. Abed (Amozoc 2)           | Jak Crawford        | Manuel Sulaimán        | Nicholas Christodoulou | Jak Crawford          | Jak Crawford           |
| 16.  | 16. Juni    | Autódromo Miguel E. Abed (Amozoc 2)           | Pablo Pérez de Lara | Mariano del Castillo   | Jak Crawford           |                       | Jak Crawford           |
| 17.  | 16. Juni    | Autódromo Miguel E. Abed (Amozoc 2)           | Jak Crawford        | Manuel Sulaimán        | Nicholas Christodoulou | Jak Crawford          | Jak Crawford           |
| 18.  | 03. August  | Autódromo Hermanos Rodríguez (Mexiko-Stadt 2) | Jak Crawford        | Manuel Sulaimán        | Nicholas Christodoulou | Jak Crawford          | Nicholas Christodoulou |
| 19.  | 04. August  | Autódromo Hermanos Rodríguez (Mexiko-Stadt 2) | Jak Crawford        | Nicholas Christodoulou | Pablo Pérez de Lara    |                       | Jak Crawford           |
| 20.  | 04. August  | Autódromo Hermanos Rodríguez (Mexiko-Stadt 2) | Manuel Sulaimán     | Jak Crawford           | Nicholas Christodoulou | Nicolas Christodoulou | Jak Crawford           |

## Wertungen

### Punktesystem
Bei jedem Rennen bekamen nur die ersten zehn des Rennens 25, 18, 15, 12, 10, 8, 6, 4, 2 bzw. 1 Punkt(e). Es gab keine Punkte für die Pole-Position und die schnellste Rennrunde. Gaststarter wurden in der Fahrerwertung nicht berücksichtigt.
| Punkteverteilung | Punkteverteilung | Punkteverteilung | Punkteverteilung | Punkteverteilung | Punkteverteilung | Punkteverteilung | Punkteverteilung | Punkteverteilung | Punkteverteilung | Punkteverteilung | Punkteverteilung | Punkteverteilung |
| ---------------- | ---------------- | ---------------- | ---------------- | ---------------- | ---------------- | ---------------- | ---------------- | ---------------- | ---------------- | ---------------- | ---------------- | ---------------- |
| Platz            | 1                | 2                | 3                | 4                | 5                | 6                | 7                | 8                | 9                | 10               | PP               | SR               |
| Punkte           | 25               | 18               | 15               | 12               | 10               | 8                | 6                | 4                | 2                | 1                | –                | –                |

### Fahrerwertung
| Pos.                                      | Fahrer           | AH1 | AH1 | PU1 | PU1 | PU1 | SLP | SLP | SLP | MTY | MTY | MTY | AGS | AGS | AGS | PU2 | PU2 | PU2 | AH2 | AH2 | AH2 | Punkte |
| Pos.                                      | Fahrer           | R1  | R2  | R1  | R2  | R3  | R1  | R2  | R3  | R1  | R2  | R3  | R1  | R2  | R3  | R1  | R2  | R3  | R1  | R2  | R3  | Punkte |
| ----------------------------------------- | ---------------- | --- | --- | --- | --- | --- | --- | --- | --- | --- | --- | --- | --- | --- | --- | --- | --- | --- | --- | --- | --- | ------ |
| 01                                        | M. Sulaimán      | 1   | 2   | 1   | DNF | 1   | 1   | 4   | DNF | 1   | 1   | 1   | 1   | 2   | 1   | 2   | 8   | 2   | 2   | 5   | 1   | 366    |
| 02                                        | J. Crawford      | 5   | 3   | 3   | 1   | 2   | 2   | 1   | 4   | DNF | 2   | 6   | 2   | 4   | DNF | 1   | 3   | 1   | 1   | 1   | 2   | 322    |
| 03                                        | P. Pérez de Lara | 2   | 5   | 2   | 3   | 4   | 5   | 2   | 1   | NC  | 5   | NC  | 3   | 7   | 4   | 4   | 1   | 4   | 4   | 3   | 12  | 245    |
| 04                                        | N. Christodoulou | 13  | 8   | 10  | 6   | 6   | 3   | 3   | 3   | 2   | 4   | 2   | 4   | 5   | 3   | 3   | 4   | 3   | 3   | 2   | 3   | 243    |
| 05                                        | A. García        | 11  | 10  | 5   | 5   | 3   | 7   | 8   | 6   | 5   | 7   | 4   | 5   | 3   | 2   | 8   | 6   | 8   | 8   | 4   | 4   | 169    |
| 06                                        | E. Richards      |     |     |     |     |     | 6   | 7   | 2   | 3   | 3   | 3   | 6   | 1   | 7   | 5   | 7   | 5   | DNF | 12  | 5   | 152    |
| 07                                        | M. del Castillo  |     |     | 4   | 2   | 7   | 4   | NC  | 5   | 7   | DNF | 7   | 7   | 6   | 5   | 7   | 2   | 7   | 11  | 10  | DNF | 127    |
| 08                                        | C. Mansur        | 12  | 9   | 6   | 7   | 8   | 5   | 5   | 7   | 6   | 8   | 8   | 9   | 8   | 6   | 6   | 5   | 6   | 5   | 8   | 9   | 120    |
| 09                                        | D. Forcadell     | 7   | 13  | 7   | 4   | DNF | 8   | 6   | 8   | 4   | 6   | 5   | 8   | NC  | DNF | NC  | 9   | DNF | DNS | DNS | DNF | 76     |
| 10                                        | K. Enders        | 4   | 1   |     |     |     |     |     |     |     |     |     |     |     |     |     |     |     |     |     |     | 37     |
| 11                                        | N. León          | 3   | 4   |     |     |     |     |     |     |     |     |     |     |     |     |     |     |     |     |     |     | 27     |
| 12                                        | L. Segura        |     |     |     |     |     |     |     |     |     |     |     |     |     |     |     |     |     | 7   | 7   | 7   | 18     |
| 13                                        | M. Llarena       | 8   | 7   | 8   | DNF | 9   | DNS | DNS | DNS | DNS | DNS | DNS | DNF | DNF | DNF | DNF | DNF | DNF |     |     |     | 18     |
| 14                                        | E. Lopez         |     |     |     |     |     |     |     |     |     |     |     |     |     |     |     |     |     | 10  | 6   | 6   | 17     |
| 15                                        | J. Garfias       |     |     |     |     |     |     |     |     |     |     |     |     |     |     |     |     |     | 6   | 9   | 8   | 14     |
| 16                                        | G. Baco          | 6   | 12  |     |     |     |     |     |     |     |     |     |     |     |     |     |     |     |     |     |     | 8      |
| 17                                        | I. León          | DNF | 6   |     |     |     |     |     |     |     |     |     |     |     |     |     |     |     |     |     |     | 8      |
| 18                                        | R. Escoto        |     |     |     |     |     |     |     |     |     |     |     |     |     |     |     |     |     | 9   | 11  | 10  | 3      |
| 19                                        | M. Martínez      | 9   | DNF |     |     |     |     |     |     |     |     |     |     |     |     |     |     |     |     |     |     | 2      |
| 20                                        | R. Gutiérrez     |     |     | 9   | DNF | DNS |     |     |     |     |     |     |     |     |     |     |     |     |     |     |     | 2      |
| 21                                        | D. Ortíz         | 10  | 11  |     |     |     |     |     |     |     |     |     |     |     |     |     |     |     |     |     |     | 1      |
| 22                                        | Á. Servín        |     |     | DNS | DNF | DNS | DNS | DNS | DNS | DNS | DNS | DNS | DNS | DNF | DNF | DNF | DNF | DNF | DNS | DNF | 11  | 0      |
| 23                                        | E. Tagosam       |     |     |     |     |     |     |     |     |     |     |     | DNF | DNF | DNF | DNF | DNF | DNF | DNS | DNS | DNS | 0      |
| 24                                        | P. Villa         |     |     |     |     |     |     |     |     | DNS | DNS | DNS | DNS | DNF | DNF | DNF | DNF | DNF |     |     |     | 0      |
| 25                                        | L. Medina        |     |     |     |     |     |     |     |     |     |     |     |     |     |     | DNS | DNF | DNF |     |     |     | 0      |
| Nicht in der Fahrerwertung berücksichtigt |                  |     |     |     |     |     |     |     |     |     |     |     |     |     |     |     |     |     |     |     |     |        |
| NC                                        | J. Sierra        |     |     | DNS | DNS | 5   | DNS | DNS | DNS |     |     |     |     |     |     |     |     |     |     |     |     | –      |
| Pos.                                      | Fahrer           | R1  | R2  | R1  | R2  | R3  | R1  | R2  | R3  | R1  | R2  | R3  | R1  | R2  | R3  | R1  | R2  | R3  | R1  | R2  | R3  | Punkte |
| Pos.                                      | Fahrer           | AH1 | AH1 | PU1 | PU1 | PU1 | SLP | SLP | SLP | MTY | MTY | MTY | AGS | AGS | AGS | PU2 | PU2 | PU2 | AH2 | AH2 | AH2 | Punkte |

| Legende       | Legende                        | Legende                                                              |
| Farbe         | Abkürzung                      | Bedeutung                                                            |
| ------------- | ------------------------------ | -------------------------------------------------------------------- |
| Gold          | –                              | Sieg                                                                 |
| Silber        | –                              | 2. Platz                                                             |
| Bronze        | –                              | 3. Platz                                                             |
| Grün          | –                              | 4. bis 10. Platz                                                     |
| Hellblau      | –                              | 10. Platz aufwärts (punktberechtigt)                                 |
| Blau          | –                              | Klassifiziert außerhalb der Punkteränge                              |
| Dunkelblau    | –                              | Klassifiziert innerhalb der Punkteränge aber keine Punktberechtigung |
| Violett       | DNF                            | Rennen nicht beendet (did not finish)                                |
| Violett       | NC                             | nicht klassifiziert (not classified)                                 |
| Rot           | DNQ                            | nicht qualifiziert (did not qualify)                                 |
| Rot           | DNPQ                           | in Vorqualifikation gescheitert (did not pre-qualify)                |
| Schwarz       | DSQ                            | disqualifiziert (disqualified)                                       |
| Weiß          | DNS                            | nicht am Start (did not start)                                       |
| Weiß          | WD                             | zurückgezogen (withdrawn)                                            |
| ohne          | PO                             | nur am Training teilgenommen (practiced only)                        |
| ohne          | DNP                            | nicht am Training teilgenommen (did not practice)                    |
| ohne          | INJ                            | verletzt oder krank (injured)                                        |
| ohne          | EX                             | ausgeschlossen (excluded)                                            |
| ohne          | DNA                            | nicht erschienen (did not arrive)                                    |
| ohne          | C                              | Rennen abgesagt (cancelled)                                          |
| ohne          | keine Teilnahme                |                                                                      |
| sonstige      | P/fett                         | Pole-Position                                                        |
| sonstige      | SR/kursiv                      | Schnellste Rennrunde                                                 |
| sonstige      | Q                              | Extrapunkte für Pole-Position                                        |
| sonstige      | X                              | Extrapunkte für gewonnene Positionen                                 |
| sonstige      | *                              | nicht im Ziel, aufgrund der zurückgelegten Distanz aber gewertet     |
| sonstige      | ()                             | Streichresultate                                                     |
| unterstrichen | Führender in der Gesamtwertung |                                                                      |

### Teamwertung
| Pos.                                    | Team                 | Nr.   | AH1 | AH1 | PU1 | PU1 | PU1 | SLP | SLP | SLP | MTY | MTY | MTY | AGS | AGS | AGS | PU2 | PU2 | PU2 | AH2 | AH2 | AH2 | Punkte |
| Pos.                                    | Team                 | Nr.   | R1  | R2  | R1  | R2  | R3  | R1  | R2  | R3  | R1  | R2  | R3  | R1  | R2  | R3  | R1  | R2  | R3  | R1  | R2  | R3  | Punkte |
| --------------------------------------- | -------------------- | ----- | --- | --- | --- | --- | --- | --- | --- | --- | --- | --- | --- | --- | --- | --- | --- | --- | --- | --- | --- | --- | ------ |
| 01                                      | Scuderia Martiga EG  | 07    | 5   | 3   | 3   | 1   | 2   | 2   | 1   | 4   | DNF | 2   | 6   | 2   | 4   | DNF | 1   | 3   | 1   | 1   | 1   | 2   | 701    |
| 01                                      | Scuderia Martiga EG  | 05/22 | 4   | 1   |     |     |     | 3   | 3   | 3   | 2   | 4   | 2   | 4   | 5   | 3   | 3   | 4   | 3   | 3   | 2   | 3   | 701    |
| 01                                      | Scuderia Martiga EG  | 06    | 12  | 9   | 6   | 7   | 8   | 5   | 5   | 7   | 6   | 8   | 8   | 9   | 8   | 6   | 6   | 5   | 6   | 5   | 8   | 9   | 701    |
| 02                                      | Ram Racing           | 02    | 1   | 2   | 1   | DNF | 1   | 1   | 4   | DNF | 1   | 1   | 1   | 1   | 2   | 1   | 2   | 8   | 2   | 2   | 5   | 1   | 562    |
| 02                                      | Ram Racing           | 31    | 11  | 10  | 5   | 5   | 3   | 7   | 8   | 6   | 5   | 7   | 4   | 5   | 3   | 2   | 8   | 6   | 8   | 8   | 4   | 4   | 562    |
| 02                                      | Ram Racing           | 08    | 3   | 4   |     |     |     |     |     |     |     |     |     |     |     |     |     |     |     |     |     |     | 562    |
| 03                                      | Telcel RPL Racing    | 12    | 2   | 5   | 2   | 3   | 4   | 5   | 2   | 1   | NC  | 5   | NC  | 3   | 7   | 4   | 4   | 1   | 4   | 4   | 3   | 12  | 433    |
| 03                                      | Telcel RPL Racing    | 11/20 | 9   | DNF |     |     |     | 6   | 7   | 2   | 3   | 3   | 3   | 6   | 1   | 7   | 5   | 7   | 5   | DNF | 12  | 5   | 433    |
| 03                                      | Telcel RPL Racing    | 77/99 | 8   | 7   | 8   | DNF | 9   | DNS | DNS | DNS | DNS | DNS | DNS | DNF | DNF | DNF | DNF | DNF | DNF | 6   | 9   | 8   | 433    |
| 03                                      | Telcel RPL Racing    | 10    |     |     | 9   | DNF | DNS |     |     |     | DNS | DNS | DNS | DNS | DNF | DNF | DNF | DNF | DNF |     |     |     | 433    |
| 03                                      | Telcel RPL Racing    | 58    |     |     |     |     |     |     |     |     |     |     |     | DNF | DNF | DNF | DNF | DNF | DNF | DNS | DNS | DNS | 433    |
| 04                                      | FRF Racing           | 19/28 | 10  | 11  | 4   | 2   | 7   | 4   | NC  | 5   | 7   | DNF | 7   | 7   | 6   | 5   | 7   | 2   | 7   | 11  | 10  | DNF | 149    |
| 04                                      | FRF Racing           | 29    |     |     |     |     |     |     |     |     |     |     |     |     |     |     |     |     |     | 7   | 7   | 7   | 149    |
| 04                                      | FRF Racing           | 77    |     |     |     |     |     |     |     |     |     |     |     |     |     |     |     |     |     | 9   | 11  | 10  | 149    |
| 05                                      | Easy-Shop.com Racing | 09    | 7   | 13  | 7   | 4   | DNF | 8   | 6   | 8   | 4   | 6   | 5   | 8   | NC  | DNF | NC  | 9   | DNF | DNS | DNS | DNF | 76     |
| 06                                      | JLBernal Racing      | 22    | 13  | 8   | 10  | 6   | 6   |     |     |     |     |     |     |     |     |     |     |     |     |     |     |     | 21     |
| 07                                      | Rand Team            | 10    |     |     |     |     |     |     |     |     |     |     |     |     |     |     |     |     |     | 10  | 6   | 6   | 17     |
| 08                                      | Prop Car Racing      | 13    | 3   | 4   |     |     |     |     |     |     |     |     |     |     |     |     |     |     |     |     |     |     | 16     |
| 08                                      | Prop Car Racing      | 70    | 6   | 12  |     |     |     |     |     |     |     |     |     |     |     |     |     |     |     |     |     |     | 16     |
| 09                                      | FF&R IBC Group       | 18/53 |     |     | DNS | DNF | DNS | DNS | DNS | DNS | DNS | DNS | DNS | DNS | DNF | DNF | DNF | DNF | DNF | DNS | DNF | 11  | 0      |
| Nicht in der Teamwertung berücksichtigt |                      |       |     |     |     |     |     |     |     |     |     |     |     |     |     |     |     |     |     |     |     |     |        |
| NC                                      | José Sierra          | 00/10 |     |     | DNS | DNS | 5   | DNS | DNS | DNS |     |     |     |     |     |     |     |     |     |     |     |     | –      |
| Pos.                                    | Team                 | Nr.   | R1  | R2  | R1  | R2  | R3  | R1  | R2  | R3  | R1  | R2  | R3  | R1  | R2  | R3  | R1  | R2  | R3  | R1  | R2  | R3  | Punkte |
| Pos.                                    | Team                 | Nr.   | AH1 | AH1 | PU1 | PU1 | PU1 | SLP | SLP | SLP | MTY | MTY | MTY | AGS | AGS | AGS | PU2 | PU2 | PU2 | AH2 | AH2 | AH2 | Punkte |

| Legende       | Legende                        | Legende                                                              |
| Farbe         | Abkürzung                      | Bedeutung                                                            |
| ------------- | ------------------------------ | -------------------------------------------------------------------- |
| Gold          | –                              | Sieg                                                                 |
| Silber        | –                              | 2. Platz                                                             |
| Bronze        | –                              | 3. Platz                                                             |
| Grün          | –                              | 4. bis 10. Platz                                                     |
| Hellblau      | –                              | 10. Platz aufwärts (punktberechtigt)                                 |
| Blau          | –                              | Klassifiziert außerhalb der Punkteränge                              |
| Dunkelblau    | –                              | Klassifiziert innerhalb der Punkteränge aber keine Punktberechtigung |
| Violett       | DNF                            | Rennen nicht beendet (did not finish)                                |
| Violett       | NC                             | nicht klassifiziert (not classified)                                 |
| Rot           | DNQ                            | nicht qualifiziert (did not qualify)                                 |
| Rot           | DNPQ                           | in Vorqualifikation gescheitert (did not pre-qualify)                |
| Schwarz       | DSQ                            | disqualifiziert (disqualified)                                       |
| Weiß          | DNS                            | nicht am Start (did not start)                                       |
| Weiß          | WD                             | zurückgezogen (withdrawn)                                            |
| ohne          | PO                             | nur am Training teilgenommen (practiced only)                        |
| ohne          | DNP                            | nicht am Training teilgenommen (did not practice)                    |
| ohne          | INJ                            | verletzt oder krank (injured)                                        |
| ohne          | EX                             | ausgeschlossen (excluded)                                            |
| ohne          | DNA                            | nicht erschienen (did not arrive)                                    |
| ohne          | C                              | Rennen abgesagt (cancelled)                                          |
| ohne          | keine Teilnahme                |                                                                      |
| sonstige      | P/fett                         | Pole-Position                                                        |
| sonstige      | SR/kursiv                      | Schnellste Rennrunde                                                 |
| sonstige      | Q                              | Extrapunkte für Pole-Position                                        |
| sonstige      | X                              | Extrapunkte für gewonnene Positionen                                 |
| sonstige      | *                              | nicht im Ziel, aufgrund der zurückgelegten Distanz aber gewertet     |
| sonstige      | ()                             | Streichresultate                                                     |
| unterstrichen | Führender in der Gesamtwertung |                                                                      |